# Pascal Jardin
Pascal Jardin alias « le Zubial » (París, 14 de mayo de 1934-Villejuif, 30 de julio de 1980) fue un escritor y guionista francés.

## Biografía
Era hijo del hombre de negocios y alto funcionario Jean Jardin, y padre de los también escritores/cineastas Alexandre Jardin y Frédéric Jardin. 
Creció en Vichy, donde su padre era el director del gabinete de Pierre Laval. Debido a la guerra, Jardin rara vez asistía a la escuela y apenas sabía leer y escribir a los 15 años por problemas de dislexia.
De joven fue a París, donde se convirtió en asistente del director Marc Allégret por mediación del periodista y escritor Yves Salgues (1924-1997) y así comenzó su excelsa carrera cinematográfica.
Jardin falleció de cáncer a los 46  años.

## Obras
- Les Petits Malins, 1957
- La Guerre à neuf ans, 1971
- Toupie la rage, 1972
- Guerre après guerre, 1973
- Je te reparlerai d’amour, 1975
- Le Nain jaune, 1978 y 1997 Ganadora del Gran Premio de Novela de la Academia Francesa.
- La Bête à bon dieu, 1980
- Madame est sortie, 1980
- Comme avant, 1976